# عبد القادر رقيق
 عبد القادر رقيق (1938 الجزائر) هو لاعب كرة قدم جزائري.

## روابط خارجية
- عبد القادر رقيق على موقع ناشيونال فوتبول تيمز (الإنجليزية)